# Hôtel de La Marck
L'hôtel de La Marck ou hôtel de Choiseul-Meuse est un hôtel particulier situé au no 25, rue de Surène dans le 8e arrondissement de Paris, en région Île-de-France.
Construit à l'initiative de Gilles-Jérôme Sandrié entre 1758 et 1759, il devient la propriété du comte de La Marck en 1760, puis notamment des familles de La Fayette, d’Arjuzon, d’Espagnac, de Mercy-Argenteau, et Schwabacker, avant d’être racheté par l’état Belge en 1935.
Ambassade du royaume de Belgique jusqu’en 1954, il est depuis, la résidence de l'ambassadeur du royaume de Belgique.

## Histoire
L'emplacement de l'hôtel se situe sur l'ancien marché d'Aguesseau établi en 1723, puis déplacé en 1745 à son emplacement actuel vers la rue Royale.

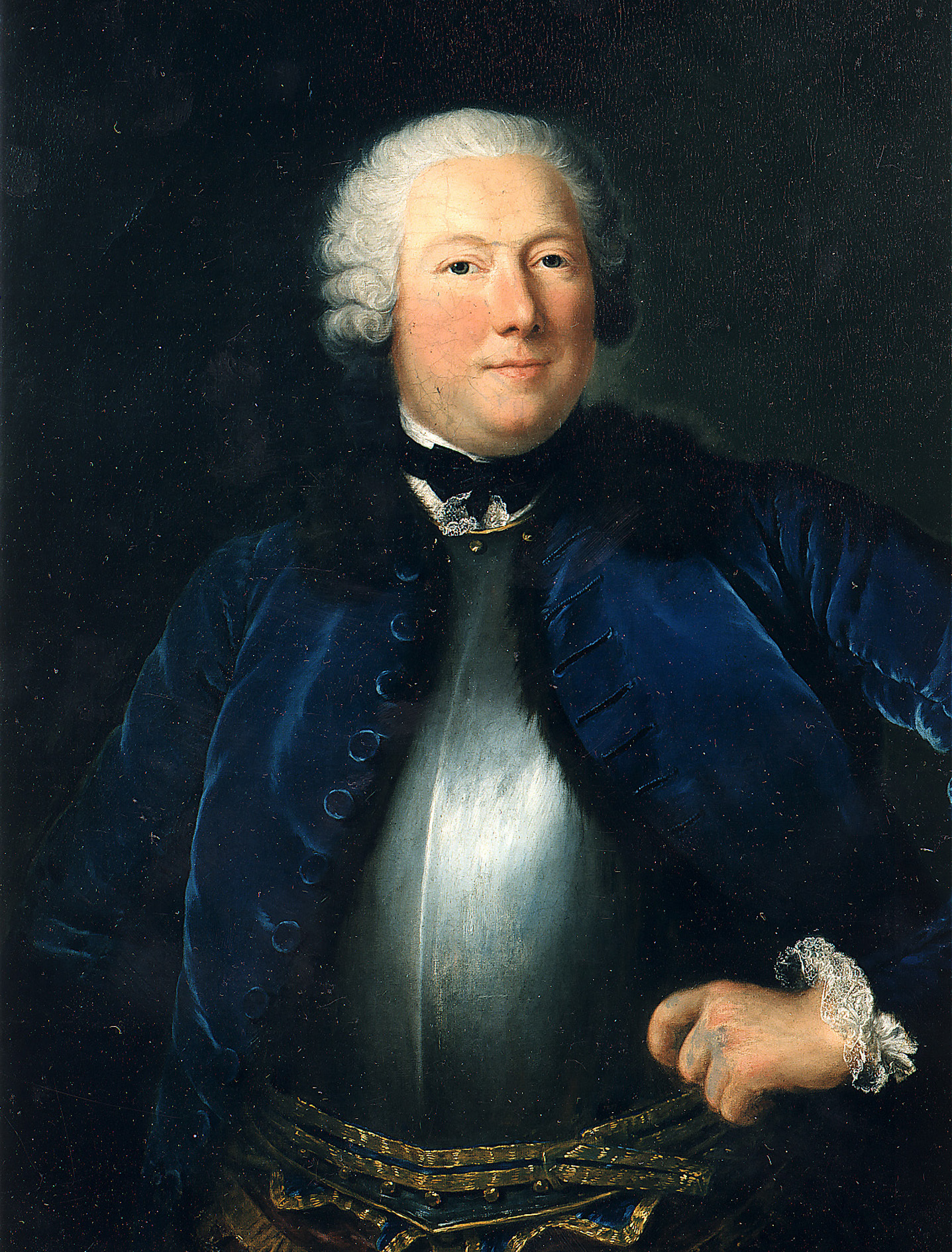
Le comte de La Marck

Le 3 septembre 1757, Gilles-Jérôme Sandrié, maître charpentier pour les bâtiments du Roi, et son épouse, acquièrent le terrain sur lequel ils font construire l’hôtel entre 1758 et 1759.

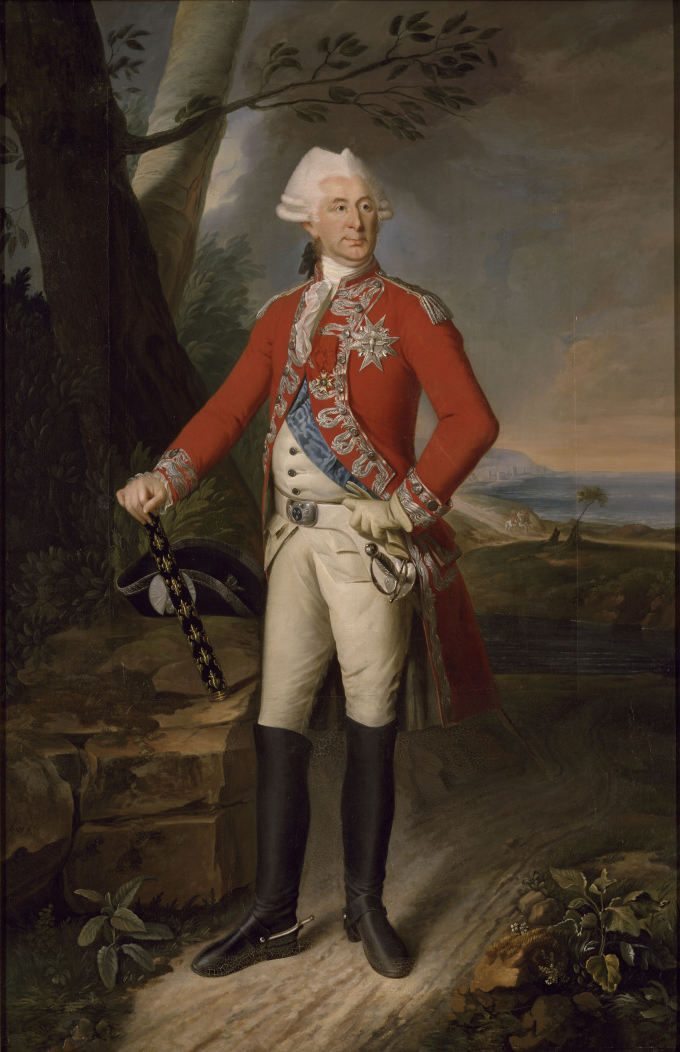
Le marquis de Castries

Le 26 avril 1760, Louis-Engelbert, comte de La Marck, et sa seconde épouse Marie-Anne de Noailles, acquièrent l’usufruit de l’édifice, et font procéder aux aménagements intérieurs de l’hôtel resté relativement brut.
Le 22 mai 1773, la nue-propriété de l’hôtel est acquise par Charles Eugène Gabriel de La Croix de Castries, secrétaire d'État de la Marine. N'y résidant pas, ce dernier loue l'hôtel à la marquise de Chauvelin puis à la duchesse des Deux-Ponts, dont le bail est prolongé par les La Fayette.

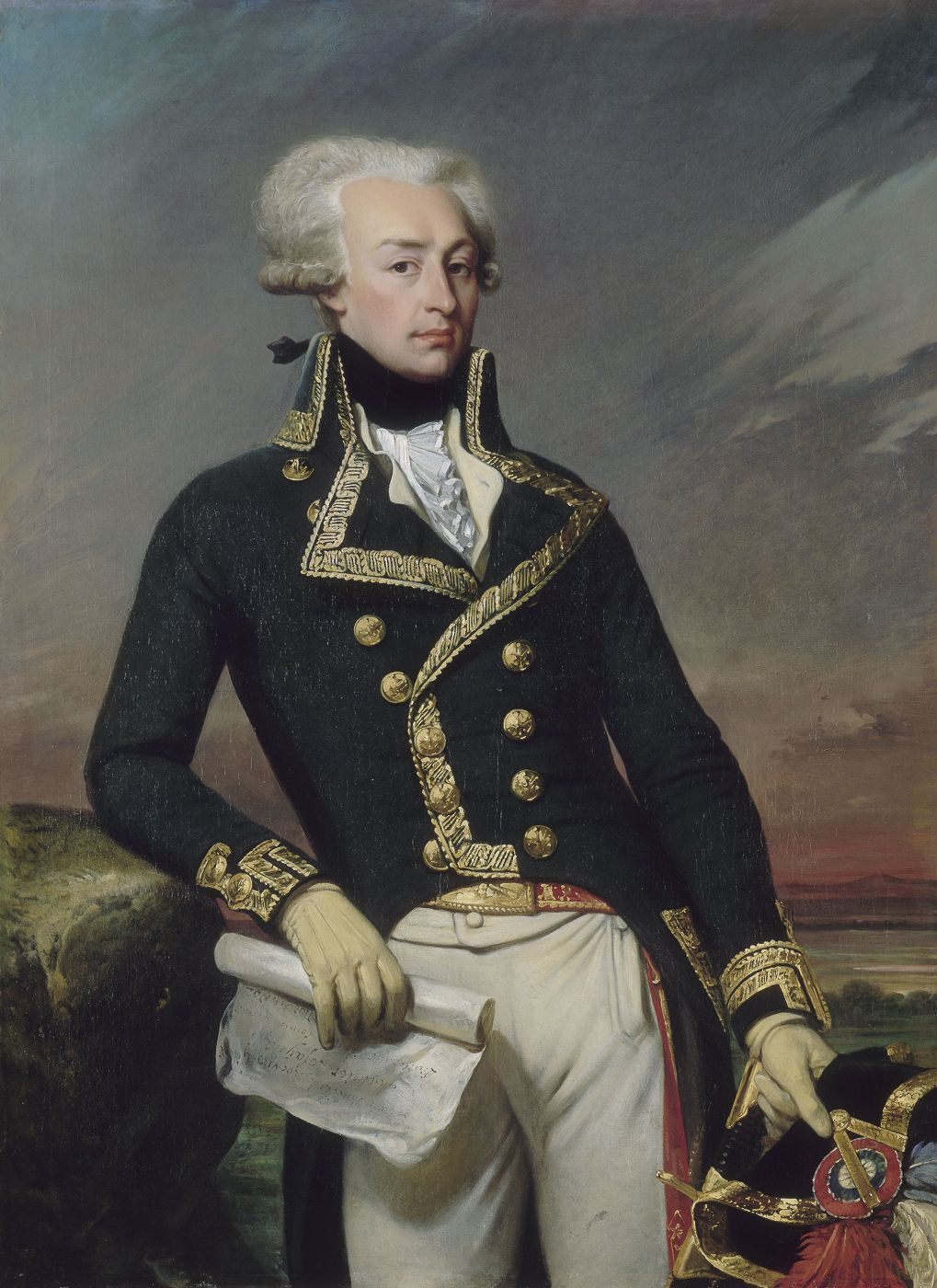
Le marquis de La Fayette

Le 17 avril 1775, la pleine propriété de l’hôtel est acquise par Gilbert du Motier de La Fayette et son épouse. N’y résidant également pas, ces derniers, le loue à François-Joseph de Choiseul-Meuse.
Le 3 juillet 1786, l’hôtel est acquis par le comte Jean-Marie d’Arjuzon, conseiller secrétaire du roi Louis XVI. Son fils, Gabriel d’Arjuzon en hérite en 1790, puis le revend le 3 juillet 1820, à sa fille Gabrielle, devenue baronne Charles de Sahuguet d’Espagnac.
Le 8 février 1835, à la suite de la disparition de la baronne, ses trois filles, madame de Gerbois, née Charlotte d’Espagnac, madame de Grasset, née Félicie d’Espagnac et Gabrielle Ursule d’Espagnac, religieuse, en héritent en indivision.
Le 18 février 1854, mesdames de Gerbois et Grasset rachètent la part de leur sœur Gabrielle, mais revendent l’hôtel, le 13 janvier 1859, au comte Charles Joseph François de Mercy-Argenteau, qui y fait exécuter de nombreux travaux, notamment l’aile sur la rue de Surène.

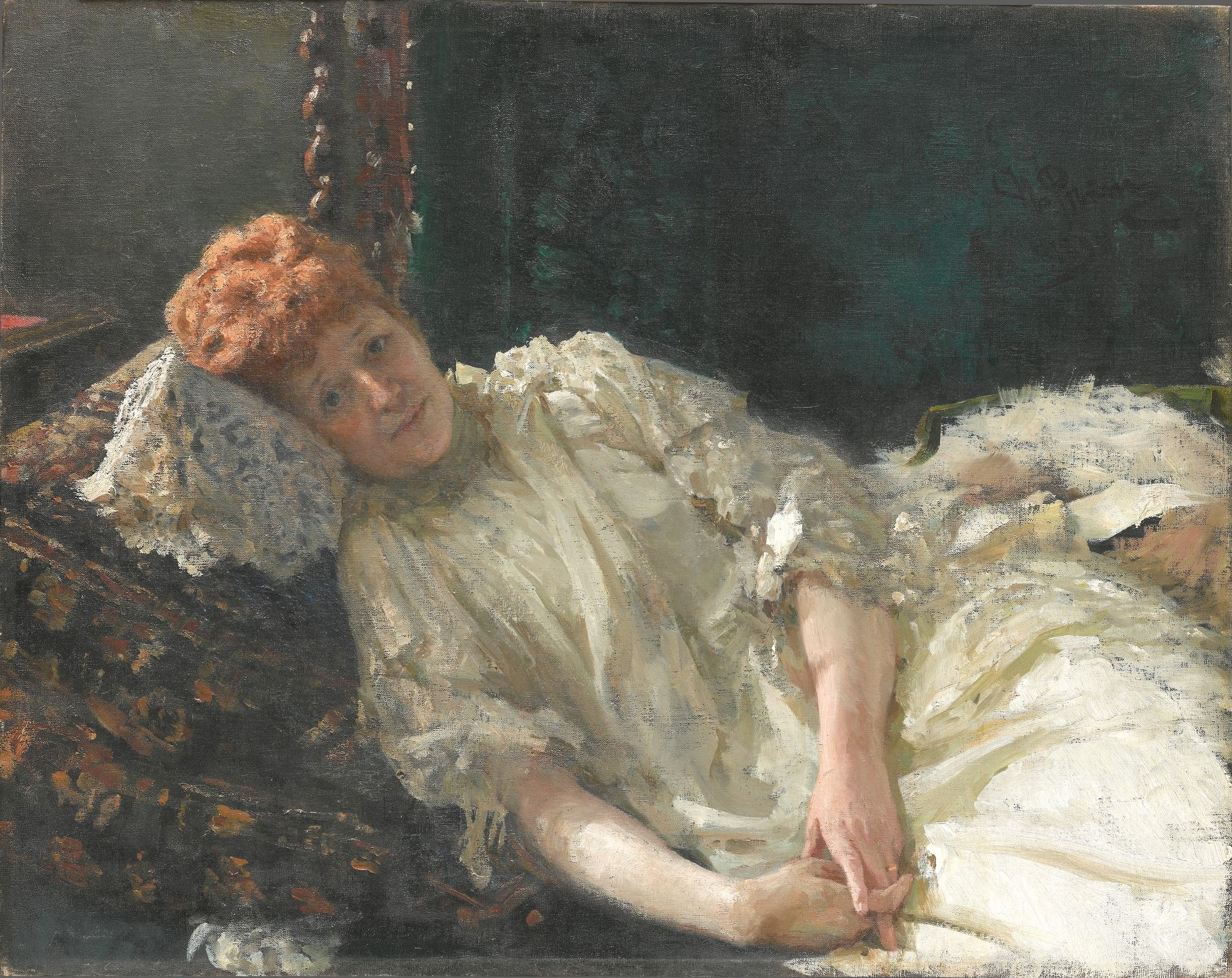
La comtesse Louisa de Mercy-Argenteau (portrait par Ilia Répine, 1890)

La plus célèbre de ses habitantes reste sans nul doute, la comtesse Louisa de Mercy-Argenteau, née Riquet de Caraman-Chimay, belle-fille du précédent, par son mariage avec le comte Eugène de Mercy-Argenteau. Célèbre pianiste et compositrice, elle est la maitresse et le dernier amour de l’empereur Napoléon III.
Le 26 avril 1873, l’hôtel est acquis par le diamantaire Henri Schwabacher, père de l’écrivain Henri Duvernois, nom de plume d’Henri-Simon Schwabacher. De 1876 à 1879, l’hôtel est loué au comte et à la comtesse Charles-Edmond de Croix.
Le 29 juillet 1878, il est acheté par Suzanne Guichard, veuve Frédéric Arnaud, puis passe en héritage à son fils unique, Joseph en 1904.
Le 9 mai 1905, l’hôtel est revendu à la comtesse Marie Foy, née Gérard, épouse de Fernand, 3e comte Foy. Le 19 mai 1915, à la suite de son décès, les biens de la comtesse sont hérités par son mari et leurs six enfants.
Le 6 mai 1916, l’édifice est acheté par Mary Alice Palmer, baronne de Wedel-Jarlsberg.
Le royaume de Belgique s'en porte acquéreur le 22 septembre 1935 et en fait son ambassade jusqu’en 1954. Cette même année, les services diplomatiques sont déplacés dans l’actuel bâtiment du no 9, rue de Tilsitt, et l’hôtel devient par la suite et encore aujourd'hui la résidence de l'ambassadeur.

## Description
L'hôtel occupe une parcelle faisant l'angle avec la rue de Surène et la rue d'Aguesseau.
D'un plan initial en "L", son entrée se faisait par la rue d'Aguesseau par une ancienne porte cochère que l'on peut encore distinguer de nos jours. L'hôtel est agrandi et remanié sous le Second Empire, et en se sens, l'entrée est déplacée rue de Surène par le biais d'une nouvelle aile de communs percée d'une double porte cochère donnant sur la cour maintenant close de tous côtés.
L'hôtel conserve l'ensemble de ses décors d'origine, à savoir, des boiseries rocaille blanc et or, ainsi qu'un salon à décor de chinoiseries attribué à un artiste qui, à l'époque, s'en est fait une spécialité, Jean-Baptiste Huet. L'hôtel possède également des éléments décoratifs en bronze signés par la maison parisienne Louis-Charles Sterlin.
L'hôtel possède également un petit jardin, donnant sur la rue Montalivet.